# Ludvík XIV.
Ludvík XIV. (5. září 1638 Château de Saint-Germain-en-Laye – 1. září 1715 Versailles), řečený Král Slunce (le Roi Soleil), nebo též Ludvík Veliký (Louis le Grand), byl francouzský král z rodu Bourbonů, vládnoucí v letech 1643–1715. Jeho otcem byl král Ludvík XIII., matkou Anna Rakouská ze španělské linie Habsburků. Ludvík XIV. panoval 72 let a přežil několik svých nástupců, takže po jeho smrti se francouzským králem stal až jeho pravnuk Ludvík XV. Z titulu francouzského krále byl též spoluknížetem Andorry.
Ludvík XIV. je absolutní ikonou absolutismu a nejdéle panující vládce na světě.

## Doba regentství Anny Rakouské
Ludvík XIV. se stal králem již jako čtyřletý chlapec v roce 1643, po smrti svého otce. Korunován byl ovšem až 7. června 1654. Otec Ludvík XIII. ustanovil ve své závěti, že jeho choť, královna matka Anna Rakouská, se má po jeho smrti starat o výchovu obou synů, tedy Ludvíka a jeho mladšího bratra Filipa Orleánského, ale řízení státu má přenechat radě pěti jmenovaných hodnostářů. Anna však manželovu závěť ignorovala a několik dní po jeho smrti požádala parlament i královskou radu o to, aby se sama mohla stát regentkou s neomezenou mocí. V prvních letech panování nezletilého Ludvíka XIV. tak ve skutečnosti vládla ve Francii královna matka Anna Rakouská a spolu s ní mocný první ministr italského původu, kardinál Jules Mazarin (původním jménem Giulio Mazzarini), který se podle nepotvrzené teorie stal jejím milencem. Anna Rakouská v roce 1643 po smrti svého manžela odvolala z funkce guvernantky svých synů Françoise de Lansac a nahradila ji svou přítelkyní Marie-Catherine de Senecey, která byla do té doby  od královského dvora vypovězena.
Obratnému Mazarinovi se v letech 1652/1653 podařilo potlačit šlechtickou opozici v zemi (tzv. frondu), která po jistou dobu vážně ohrožovala celou regentskou vládu. Mazarin také za Ludvíka uzavřel tzv. „pyrenejský mír“ se Španělskem, jenž ukončil letitý konflikt s králem Filipem IV., bratrem regentky Anny Rakouské. Mazarin byl po celý život plně oddaný králi. Francii a její vnitřní a zahraniční politiku v podstatě řídil on, a to až do své smrti v roce 1661. Jeho posledním úspěšným politickým činem bylo uzavření sňatku Ludvíka XIV. s Marií Terezou, která (stejně jako Anna Rakouská) pocházela z rodu španělských Habsburků a byla Ludvíkovou sestřenicí z matčiny strany (Ludvíkova matka a otec Marie Terezy byli sourozenci).
Nevěsta se pro mladého francouzského krále hledala dlouho a těžce. Ludvík sám byl zprvu velmi zamilovaný do neteře kardinála Mazarina Marie Manciniové, s níž chtěl dokonce uzavřít sňatek. V tom mu ovšem zabránili královna (zároveň i matka) a Mazarin. Poté se uvažovalo o jeho sestřenici Markétě Savojské. Další adeptkou byla Anna Marie Louisa Orleánská, rovněž sestřenice (dcera bratra Ludvíkova otce Gastona). Nakonec se oženil se svou sestřenicí z matčiny strany Marií Terezou. S ní měl pak celkem šest dětí, z nichž však pouze nejstarší syn se dožil dospělosti a zplodil nástupce v rodové linii, všech pět dalších dětí zemřelo záhy po narození nebo v útlém věku. Další děti ovšem Ludvíkovi porodily jeho milenky, a to Louise de La Vallière čtyři děti a Françoise Athénaïs de Montespan sedm dětí. Po smrti své choti uzavřel Ludvík údajně ještě jedno, ale přísně utajené manželství. Pravděpodobně si někdy kolem roku 1683 vzal v kapli zámku ve Versailles za ženu vychovatelku svých nemanželských dětí, markýzu Françoise de Maintenon. Veškeré písemné důkazy o tomto společensky nerovném sňatku byly už za Ludvíkova života zničeny, ale o této skutečnosti existuje několik přesvědčivých svědectví. Pravdou v každém případě je, že paní de Maintenon byla Ludvíkovou nejbližší osobou a důvěrnou přítelkyní až do jeho smrti.

## Francie za vlády Ludvíka XIV.
Po smrti kardinála Mazarina nechal Ludvík XIV. úřad prvního ministra neobsazený a sám převzal veškerá jeho práva i povinnosti. V roce 1661 dal zatknout ministra financí Nicolase Fouqueta a s pomocí Fouquetova nástupce v ministerském úřadu Jeana-Baptisty Colberta se osobně snažil vyřešit katastrofální stav státních financí. Colbert také fakticky řídil provádění projektů Ludvíka XIV.
Ludvík XIV. se stal politicky zcela nezávislým panovníkem, ale velmi rychle pochopil, že vládnout Francii není lehký úkol. I přesto, že Mazarin už před lety v podstatě zlikvidoval politickou opozici vůči králi, stále existovala řada dalších problémů, které mohly Ludvíkovu moc ohrozit. Byla tu odbojná města (například Orléans a Bordeaux), která se v případě sporů často přikláněla na stranu šlechty. Ludvík si musel složitě vynutit loajalitu měst i aristokracie. Musel zkrotit mocenské choutky ve vlastní rodině. Poměrně nedávného povstání frondy se totiž zúčastnilo několik jeho příbuzných – např. strýc Gaston Orleánský a princové Conti a Bourbon-Condé. Tehdejší Francie byla navíc státem, jehož hranice se často měnily v důsledku mezinárodních sporů a válek. Byla rovněž nejlidnatějším státem v Evropě, ale podstatná část jejích obyvatel vůbec nemluvila francouzštinou obvyklou u královského dvora – v mnoha oblastech převládala italština a po dobytí, či získání původně německých oblastí Alsasko a Lotrinsko  – také němčina. Kromě toho čítala Francie stovky dialektů. Vnitřní jednota země závisela v podstatě jen na vůli panovníka. Ludvík XIV. se stal během své vlády ztělesněním Francie, symbolem jejího sjednocení.
Upevnění absolutistické monarchie Ludvíkem XIV. napomohlo i přenesení jeho sídla a sídla vlády do Versailles. Původně malý lovecký zámek svého otce vyhledával král po roce 1660 stále častěji. V následujících letech podnikl zásadní přestavbu, které se zúčastnili nejlepší architekti, zahradníci a výtvarní umělci té doby. Zámek Versailles se svou přepychově vybavenou hlavní budovou, několika pavilony a nádhernými parky a zahradami se stal nedostižným vzorem pro panovníky ostatních evropských zemí i šlechtu. Své oficiální sídlo Ludvík XIV. přenesl do Versailles v polovině roku 1682. S ním se do Versailles musel přestěhovat i jeho dvůr, což králi umožnilo posílit osobní vazby a zároveň vyloučit možnost formování nové opozice. Absolutismus jako forma vládnutí, ztělesněný údajným Ludvíkovým výrokem „Stát jsem já“ (L'état c'est moi), dosáhl ve Francii během druhé poloviny 17. století svého vrcholu.

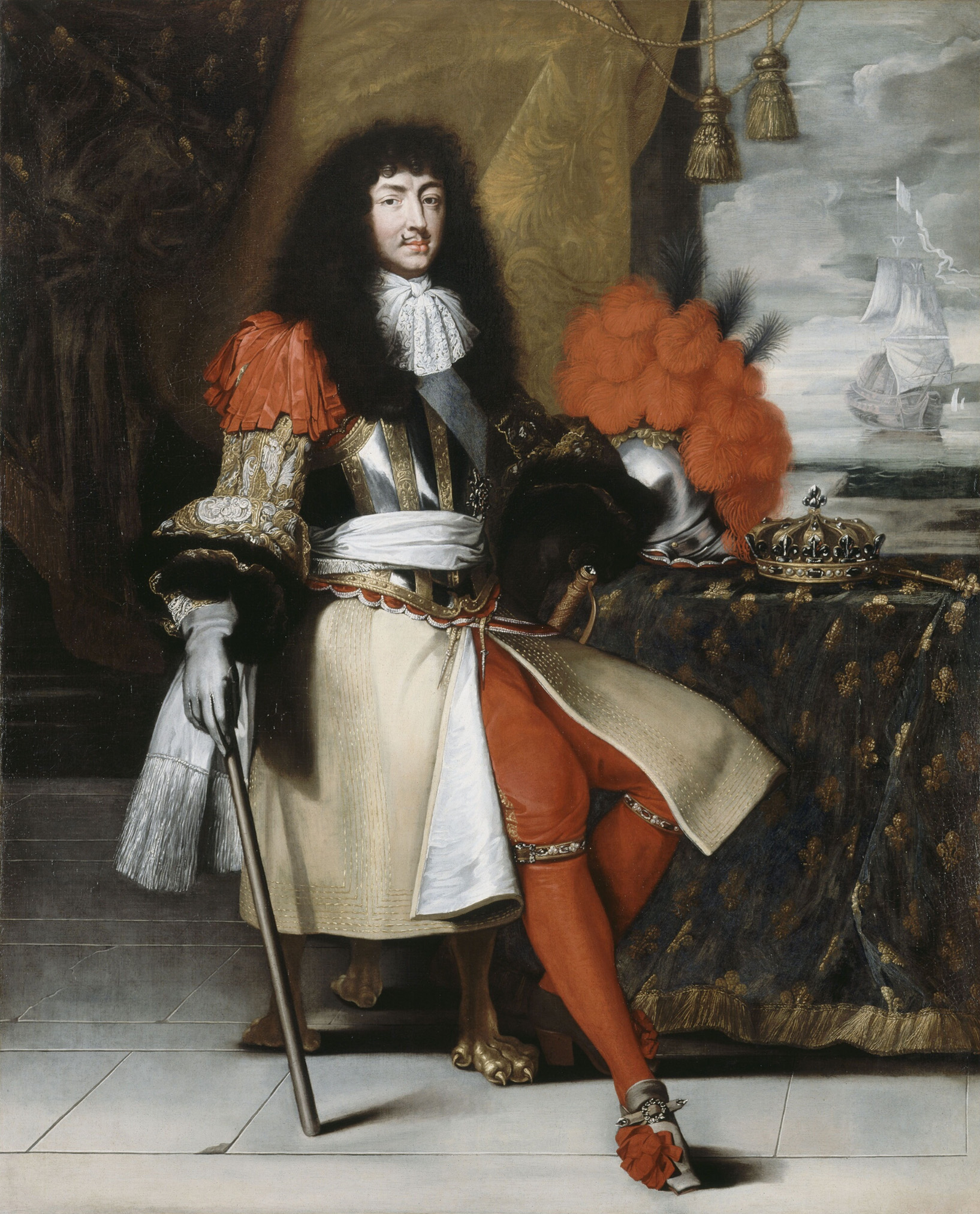
Ludvík okolo roku 1670

Ludvíkova zahraniční politika byla od samého počátku zaměřena na posílení velmocenského postavení Francie, což postupně způsobilo konflikty s několika mocnostmi Evropy. Pod zástěrkou tzv. reunií obsadila bourbonská vojska řadu držav a panství za hranicemi, především Alsasko včetně Štrasburku, a pevninská Francie (tzv. hexagon) tak získala zhruba svou dnešní rozlohu (v podstatě kromě Korsiky). Kromě válek s Nizozemím je nejznámější francouzská účast na válce o španělské dědictví, při níž Ludvík XIV. důrazně a nakonec úspěšně prosazoval na španělský trůn svého vnuka Filipa.
V hospodářské oblasti podporoval král rozvoj manufaktur a snažil se docílit aktivní bilanci v zahraničním obchodu. Opíral se přitom o myšlenky již zmíněného finančního odborníka Jeana-Baptista Colberta, pro něž se vžil název merkantilismus. V zámoří Francie získávala nové kolonie a rozšiřovala svá území v Nové Francii i ve francouzské Indii.
Ludvíkova náboženská politika měla za cíl dosáhnout nezávislosti francouzské církve na papeži a plnou kontrolu náboženských záležitostí státem. Vydáním ediktu z Fontainebleau zrušil Ludvík XIV. edikt nantský, kterým jeho děd Jindřich IV. povolil hugenotům vyznávat jejich víru. To však mělo za následek exodus mnoha hugenotů zejména do protestantských oblastí Nizozemska a Německa (mj. do Pruska). Co se týče oblasti vojenství, např. vojenské techniky, dokázal Ludvík XIV. nalézt osobnosti, jež z francouzské armády učinily nejmodernější útvar v Evropě. Byly zavedeny vojenské uniformy a díky osobě Sébastiena Vaubana (který se za své zásluhy stal maršálem Francie) nové způsoby fortifikace atd. Důstojníky odměňoval král jím zřízeným Řádem sv. Ludvíka.
Velké podpory se ze strany Ludvíka XIV. dostávalo také vědě – kartografii, astronomii, matematice, fyzice, chemii a rovněž technickým disciplínám. Za jeho vlády byly francouzskými vědci objeveny čtyři měsíce Saturnu, spočítána rychlost světla, vytvořen první systém rozdělení rostlin, vynalezena technika odlévání velkých zrcadel a uskutečnily se mnohé další význačné objevy. Ludvík XIV. se rovněž po celou dobu své vlády aktivně zajímal o činnost Francouzské akademie (Académie française), která byla původně institucí dohlížející na sjednocování francouzského jazyka a jeho čistotu.

## Kultura za Ludvíka XIV.

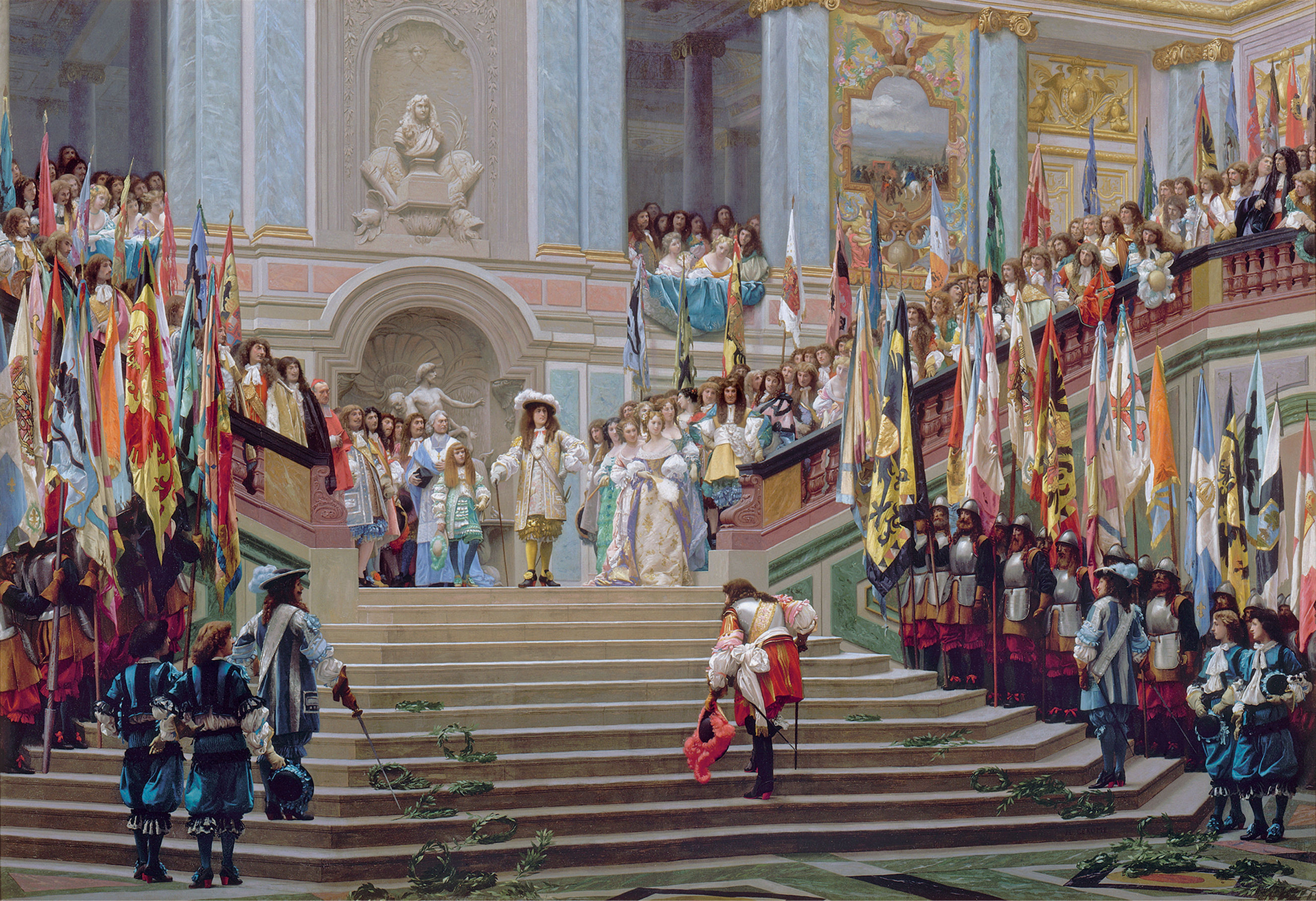
Přijetí knížete z Condé na dvoře ve Versailles roku 1674

V kulturní sféře zahájila vláda Ludvíka XIV. „zlatý věk“ Francie. Země získala na poli módy, dvorského života i písemnictví přední postavení na kontinentu a „galantní kavalír“ z Paříže definitivně vytlačil z obecného povědomí španělského „granda“. Výstavba Versailles jako nové rezidence absolutního monarchy inspirovala téměř všechny evropské panovnické dvory; francouzština se stala řečí urozených kruhů. Před přestěhováním do Versailles nechal stavět nové východní průčelí pařížského Louvru (Perraultova kolonáda). V době, kdy se Versailles staly až příliš živým místem, stavěl nový soukromý letohrádek v Marly-le Roi, cca 10 km od Versailles. Dílčí úpravy proběhly v tradičních královských zámcích – Chambord a Fontainebleu. V Paříži za jeho panování vznikla řada reprezentativních staveb – např. městské brány a náměstí Ludvíka XIV., dnešní Vendômské náměstí.
Ludvík sám byl vzdělaný, distingovaný muž se smyslem pro vznešené vystupování a kultivovaný projev. Plně se vžil do ceremoniální role barokního vládce a v jistém smyslu byl i jejím symbolem. Byl velkým milovníkem baletu a hudby. Sám se baletu v mládí intenzivně věnoval a údajně tančil velmi dobře. Jeho první veřejné vystoupení bylo ve velkolepém Baletu Noci (Ballet de la Nuit), ve kterém hrál boha Apollóna (díky této roli, kterou tančil ve slunečním kostýmu, získal přízvisko Král Slunce). Finančně podporoval mnohé spisovatele (např. Jeana Racina nebo Pierra Corneille), malíře, sochaře a hudebníky. Jeho dvorním hudebním skladatelem a oblíbencem byl Jean-Baptiste Lully (mj. tvůrce francouzské opery a tragédie lyrique) a také spisovatel Molière, jehož synovi byl Ludvík XIV. dokonce za kmotra (stejně tak i Lullyho synovi Louisovi).

## Odvrácená strana královy politiky
Odvrácenou stranou Ludvíkovy politiky byl takřka nepřetržitý řetěz válek a obrovské finanční náklady na vojsko a státní reprezentaci. Stavba a následný provoz Versailles spolu s nepříliš úspěšnou válkou devítiletou a válkou o dědictví španělské, které probíhaly s menší pauzou od roku 1688 do roku 1714 (Francie v nich dosáhla těžce vykoupené remízy, a i když se králův vnuk Filip stal španělským králem, podmínkou bylo, že se Španělsko a Francie nikdy nespojí pod jedním panovníkem), zatížily státní rozpočet na neúnosnou míru a vedly k postupnému zadlužování Francie, jehož důsledky v plné výši pocítili až Ludvíkovi nástupci.

Francie za vlády Ludvík XIV.

Sporným bodem Ludvíkovy vlády bylo rovněž zrušení ediktu nantského, zavedeného roku 1598 Jindřichem IV., který zaručoval obyvatelům Francie náboženskou svobodu. Z hlediska krále šlo nicméně o logický krok: tak jako po celý život usiloval o politické sjednocení Francie, byla jeho přáním i jednota náboženská. Dlouho se snažil obrátit téměř milion protestantů na katolickou víru domlouváním, za pomocí misionářů. Později docházelo k zastrašování a výhrůžkám. Oba způsoby se osvědčily – do podzimu 1685 se počet protestantů snížil o tři čtvrtiny. 18. října 1685 podepsal Ludvík XIV. dekret, kterým zrušil edikt nantský, a zároveň nařizoval zbořit protestantské kostely, uzavřít protestantské školy a všechny děti narozené v protestantských rodinách pokřtít jako katolíky. Během několika následujících let opustilo Francii více než 200 000 obyvatel, kteří nalezli azyl v okolních protestantských zemích. Odešlo mnoho významných osobností z řad finančníků, podnikatelů i vědců. Mnozí výrobci hedvábí emigrovali do Anglie a Nizozemí, skláři do Dánska. Více než šest set důstojníků nalezlo nové místo v cizích službách. Při povstání tzv. camisardů v převážně protestantském regionu Cevenny v jižní Francii v letech 1702 až 1715 bylo zničeno několik stovek vesnic a docházelo k masakrům mezi katolíky a protestanty.

## Poslední léta panování

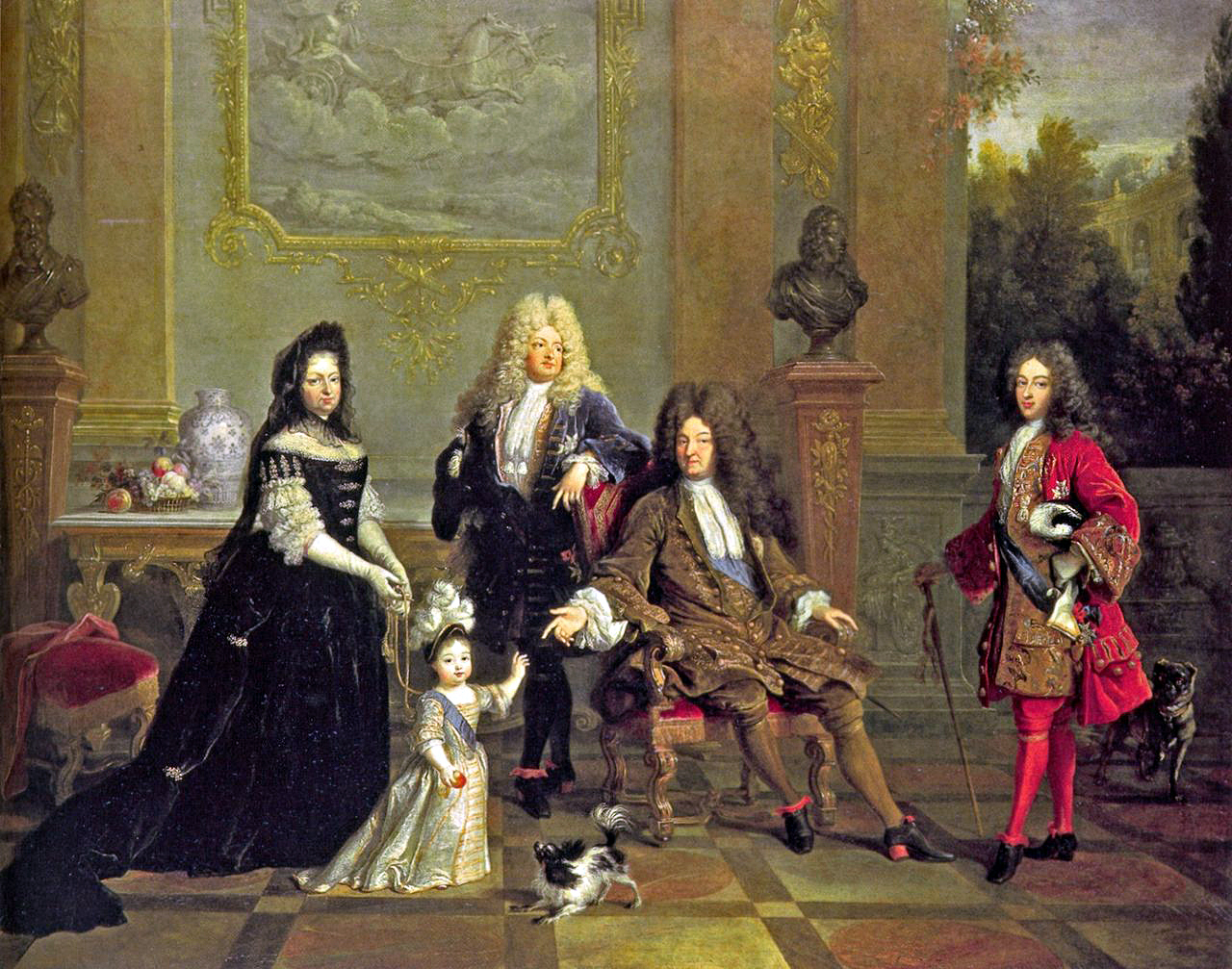
Rodina Ludvíka XIV. cca 1711

Vedl komplikovanou a mnoho let také neúspěšnou válku o dědictví španělské, která Francii finančně i morálně velmi zdevastovala. Rovněž se mu nepodařilo prosadit na anglický trůn katolíka Jakuba Františka Stuarta, který byl synem sesazeného anglického krále Jakuba II. (ten byl bratrancem Ludvíka XIV. a žil ve Francii v exilu). Další ranou byly pro Francii silné mrazy v roce 1709 a následná léta neúrody a hladomoru. Ludvík XIV. začal propadat depresím a jeho okolí se obávalo o jeho zdraví. Utrpení svých poddaných nesl velmi těžce a svým vlastním majetkem a penězi se snažil řešit vážnou hospodářskou situaci.
Nakonec nebyl tento mocný panovník ušetřen ani tragédií ve vlastní rodině – v roce 1711 zemřel jeho jediný legitimní syn dauphin Ludvík. Následníkem se stal vnuk Ludvíka XIV., Ludvík, vévoda burgundský. Ten zemřel i se svou manželkou v únoru 1712 na záhadnou nemoc (spekuluje se i o otravě jedem). Ještě téhož roku zemřel i třetí následník trůnu, teprve pětiletý pravnuk krále, Ludvík, vévoda bretaňský. Po všech těchto děsivých událostech se Ludvík XIV. upnul k náboženství – začal se oblékat velmi prostě, jedl střídmě a radikálně omezil své osobní výdaje. Zastavil rovněž výstavbu dalších paláců, demobilizoval většinu armády a snažil se zvýšit hodnotu upadající měny. V roce 1712 se válečné štěstí opět pomalu obracelo čelem k Francii a Ludvíkův vnuk Filip byl mezinárodně uznán za španělského krále. Sám Ludvík XIV. se již smířil se svým osudem i postupujícím stářím a užíval si poslední roky života v kruhu své rodiny – střídavě ve Versailles a na svém druhém oblíbeném zámku v Marly-le-Roi. Zemřel 1. září 1715 ve Versailles na následky gangrény. Pohřben byl 23. října 1715 v Saint-Denis.
Následníkem Ludvíka XIV. na trůnu se stal v pěti letech jeho pravnuk Ludvík XV. V době jeho dětství byl regentem jeho strýc Filip II. Orleánský.

## Galerie

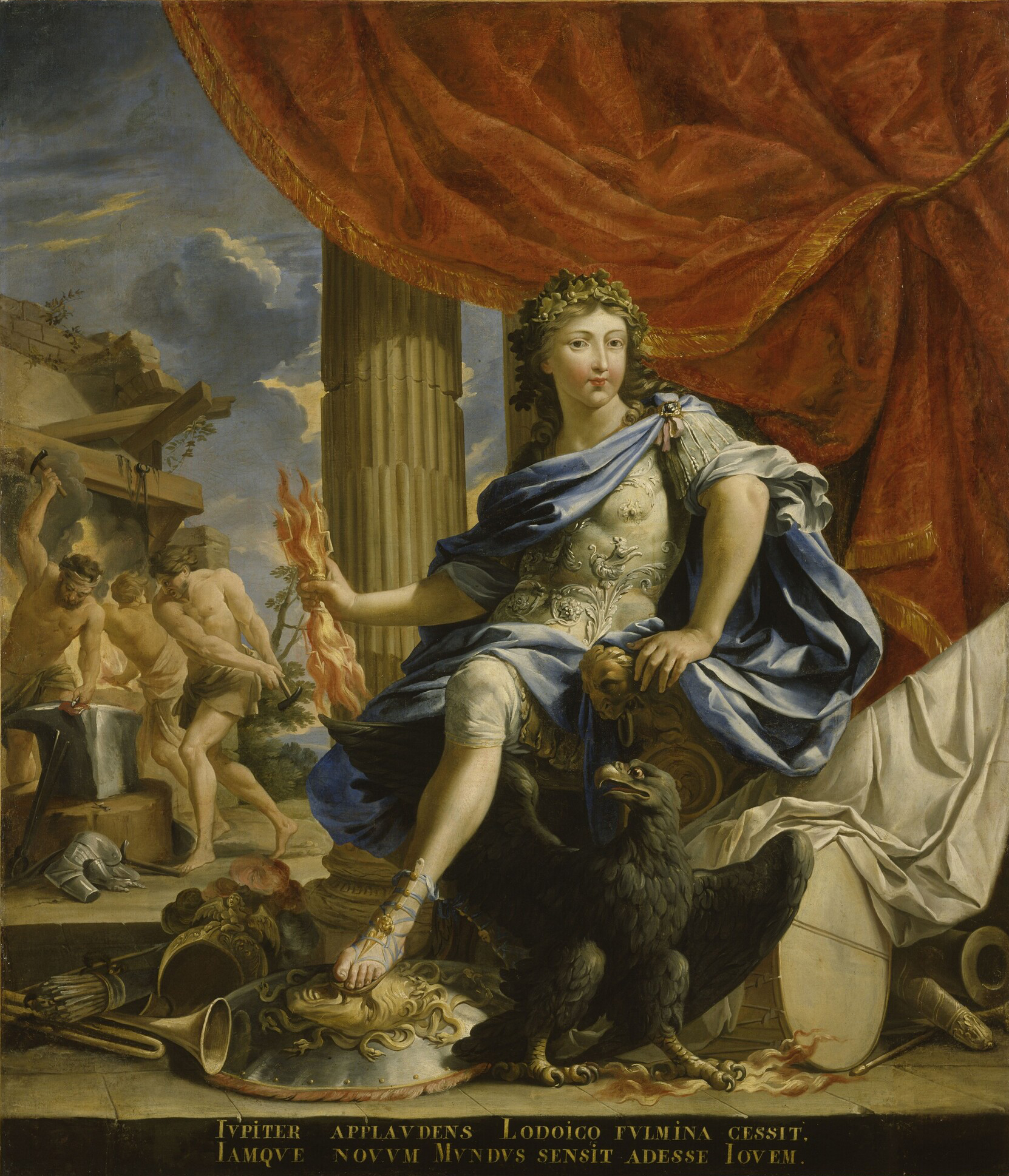
Ludvík roku 1655
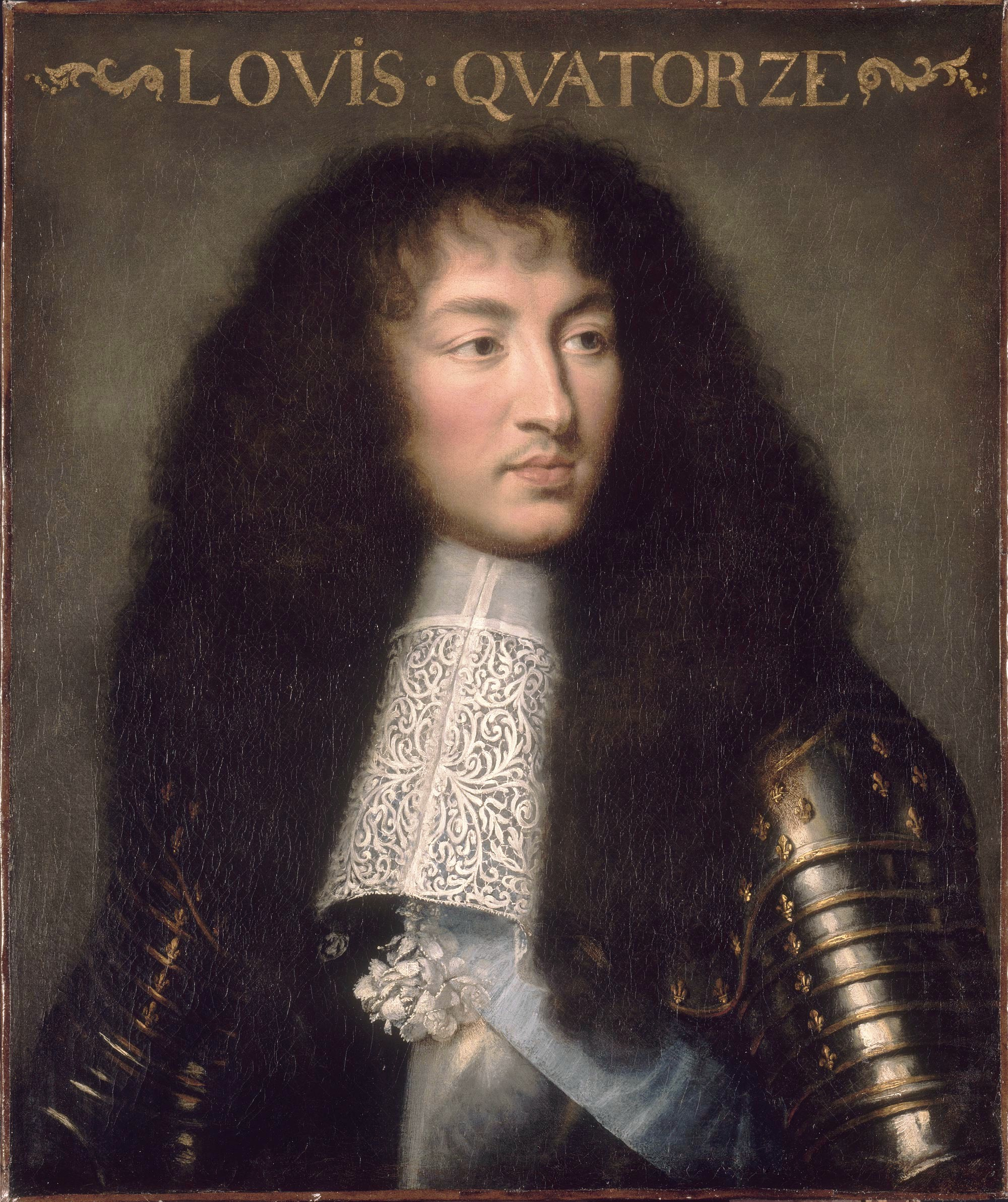
Ludvík roku 1661
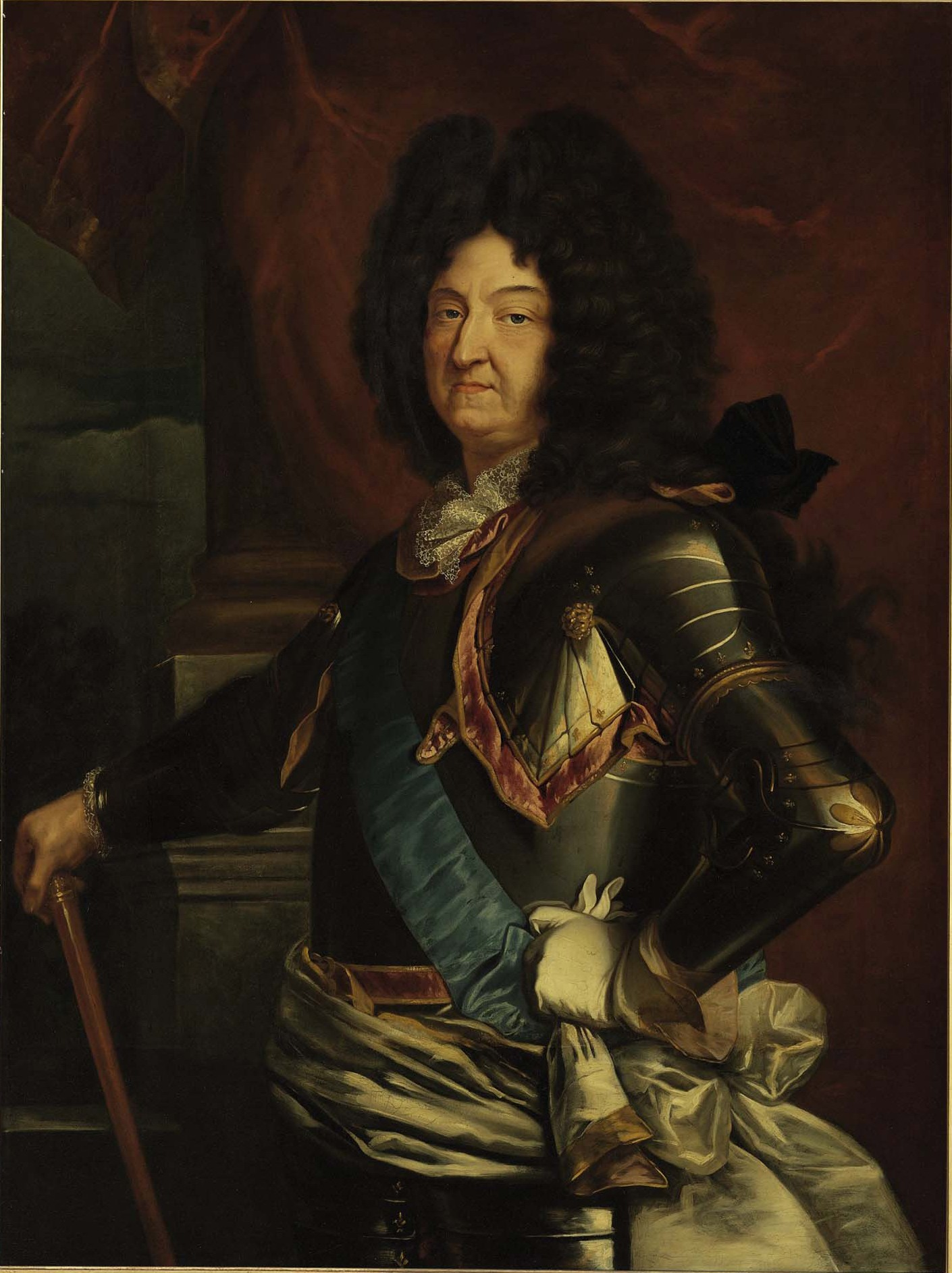
Ludvík okolo roku 1710

## Potomci Ludvíka XIV.
| Jméno              | Narození           | Úmrtí             | Poznámky                                                                        |
| ------------------ | ------------------ | ----------------- | ------------------------------------------------------------------------------- |
| Ludvík Francouzský | 1. listopadu 1661  | 14. dubna 1711    | Fils de France a Dauphin, měl tři syny a byl dědečkem krále Ludvíka XV.         |
| Anna Alžběta       | 18. listopadu 1662 | 30. prosince 1662 | Fille de France, žila pouhý měsíc                                               |
| Marie Tereza       | 2. ledna 1667      | 1. března 1672    | Fille de France, známá jako Madame Royale, zemřela v pěti letech na tuberkulózu |
| Filip Karel        | 5. srpna 1668      | 10. července 1671 | Fils de France, zemřel v nedožitých třech letech na plicní infekci              |
| Ludvík František   | 14. června 1672    | 4. listopadu 1672 | Fils de France, zemřel jako kojenec                                             |

Následující seznam nemanželských dětí Ludvíka XIV. není kompletní. Pravděpodobně jich zplodil s milenkami více, avšak ne všechny legitimizoval či vedl o nich záznamy.
| Jméno                                     | Narození           | Úmrtí              | Poznámky                                                                                |
| ----------------------------------------- | ------------------ | ------------------ | --------------------------------------------------------------------------------------- |
| S neznámou zahradnicí                     |                    |                    |                                                                                         |
| Dcera                                     | 1660               | ?                  | provdána za zámeckého hlídače                                                           |
| S Louise de La Vallière                   |                    |                    |                                                                                         |
| Karel de La Baume Le Blanc                | 19. prosince 1663  | 15. července 1665  | nelegitimizován                                                                         |
| Filip de La Baume Le Blanc                | 7. ledna 1665      | 1666               | nelegitimizován                                                                         |
| Ludvík de La Baume Le Blanc               | 27. prosince 1665  | 1666               | nelegitimizován                                                                         |
| Marie Anna de Conti                       | 2. října 1666      | 3. května 1739     | legitimizována 14. května 1667, manžel – Ludvík Armand I. Bourbon-Conti                 |
| Ludvík, vévoda z Vermandois               | 2. října 1667      | 18. listopadu 1683 | legitimizován 20. února 1669, pracoval jako admirál francouzského loďstva               |
| S Mademe de Montespan                     |                    |                    |                                                                                         |
| Ludvík František                          | březen 1669        | 23. února 1672     | zemřel jako batole                                                                      |
| Ludvík August, vévoda z Maine             | 31. března 1670    | 14. května 1736    | legitimizován 20. prosince 1673, založil dynastii Bourbon-Maine                         |
| Ludvík César, hrabě z Vexin               | 20. června 1672    | 10. ledna 1683     | legitimizován 20. prosince 1673, zemřel v deseti letech na následky vrozené vady páteře |
| Luisa Františka Bourbonská                | 1. června 1673     | 16. června 1743    | legitimizována 20. prosince 1673, manžel – Ludvík III. Bourbon-Condé                    |
| Luisa Marie Anna Bourbonská               | 18. listopadu 1674 | 15. září 1681      | legitimizována v lednu 1676, zemřela v pěti letech                                      |
| Františka Marie Bourbonská                | 9. února 1677      | 1. února 1749      | legitimizována v listopadu 1681, manžel – Filip II. Orleánský                           |
| Ludvík Alexandr Bourbon, hrabě z Toulouse | 6. června 1678     | 1. prosince 1737   | legitimizován 22. listopadu 1681                                                        |
| S Claude de Vin des Œillets               |                    |                    |                                                                                         |
| Louise de Maisonblanche                   | 17. června 1676    | 12. září 1718      | v roce 1696 se provdala za Bernarda de Prez, barona de La Queue                         |
| S Marie Angélique de Scorailles           |                    |                    |                                                                                         |
| Syn                                       | leden 1680         | leden 1680         | zemřel ihned po narození                                                                |
| Dcera                                     | březen 1681        | březen 1681        | o její existenci se pochybuje                                                           |

## Výskyt v literatuře
Je jednou z hlavních postav v románu od Alexandra Dumase Tři mušketýři ještě po deseti letech, kde se zamiluje do Louisy de la Vallière. Později je unesen a vyměněn za své dvojče, tato akce však ztroskotá.
Ludvík XIV. se také vyskytuje v rozsáhlé knižní sérii Angelika od francouzské spisovatelky Anne Golonové. Knihy vznikly v druhé polovině 20. století. Jedná se o romantický příběh mapující důležité historické milníky své doby a každodenní život v 17. století.

## Vývod z předků
|             |                          |  |          |                          |  |  |  |  |  |  |  | Karel IV. Bourbonský |
|             |                          |  |          |                          |  |  |  |  |  |  |  |                      |
|             | Antonín Bourbonský       |  |          |                          |  |  |  |  |  |  |  |                      |
|             |                          |  |          |                          |  |  |  |  |  |  |  |                      |
|             |                          |  |          | Františka z Alençonu     |  |  |  |  |  |  |  |                      |
|             |                          |  |          |                          |  |  |  |  |  |  |  |                      |
|             | Jindřich IV. Francouzský |  |          |                          |  |  |  |  |  |  |  |                      |
|             |                          |  |          |                          |  |  |  |  |  |  |  |                      |
|             |                          |  |          | Jindřich II. Navarrský   |  |  |  |  |  |  |  |                      |
|             |                          |  |          |                          |  |  |  |  |  |  |  |                      |
|             | Jana III. Navarrská      |  |          |                          |  |  |  |  |  |  |  |                      |
|             |                          |  |          |                          |  |  |  |  |  |  |  |                      |
|             |                          |  |          | Markéta z Angoulême      |  |  |  |  |  |  |  |                      |
|             |                          |  |          |                          |  |  |  |  |  |  |  |                      |
|             | Ludvík XIII.             |  |          |                          |  |  |  |  |  |  |  |                      |
|             |                          |  |          |                          |  |  |  |  |  |  |  |                      |
|             |                          |  |          | Cosimo I. de Medici      |  |  |  |  |  |  |  |                      |
|             |                          |  |          |                          |  |  |  |  |  |  |  |                      |
|             | František I. Toskánský   |  |          |                          |  |  |  |  |  |  |  |                      |
|             |                          |  |          |                          |  |  |  |  |  |  |  |                      |
|             |                          |  |          | Eleonora Toledská        |  |  |  |  |  |  |  |                      |
|             |                          |  |          |                          |  |  |  |  |  |  |  |                      |
|             | Marie Medicejská         |  |          |                          |  |  |  |  |  |  |  |                      |
|             |                          |  |          |                          |  |  |  |  |  |  |  |                      |
|             |                          |  |          | Ferdinand I. Habsburský  |  |  |  |  |  |  |  |                      |
|             |                          |  |          |                          |  |  |  |  |  |  |  |                      |
|             | Johana Habsburská        |  |          |                          |  |  |  |  |  |  |  |                      |
|             |                          |  |          |                          |  |  |  |  |  |  |  |                      |
|             |                          |  |          | Anna Jagellonská         |  |  |  |  |  |  |  |                      |
|             |                          |  |          |                          |  |  |  |  |  |  |  |                      |
| Ludvík XIV. |                          |  |          |                          |  |  |  |  |  |  |  |                      |
|             |                          |  |          |                          |  |  |  |  |  |  |  |                      |
|             |                          |  | Karel V. |                          |  |  |  |  |  |  |  |                      |
|             |                          |  |          |                          |  |  |  |  |  |  |  |                      |
|             | Filip II. Španělský      |  |          |                          |  |  |  |  |  |  |  |                      |
|             |                          |  |          |                          |  |  |  |  |  |  |  |                      |
|             |                          |  |          | Isabela Portugalská      |  |  |  |  |  |  |  |                      |
|             |                          |  |          |                          |  |  |  |  |  |  |  |                      |
|             | Filip III. Španělský     |  |          |                          |  |  |  |  |  |  |  |                      |
|             |                          |  |          |                          |  |  |  |  |  |  |  |                      |
|             |                          |  |          | Maxmilián II. Habsburský |  |  |  |  |  |  |  |                      |
|             |                          |  |          |                          |  |  |  |  |  |  |  |                      |
|             | Anna Habsburská          |  |          |                          |  |  |  |  |  |  |  |                      |
|             |                          |  |          |                          |  |  |  |  |  |  |  |                      |
|             |                          |  |          | Marie Španělská          |  |  |  |  |  |  |  |                      |
|             |                          |  |          |                          |  |  |  |  |  |  |  |                      |
|             | Anna Rakouská            |  |          |                          |  |  |  |  |  |  |  |                      |
|             |                          |  |          |                          |  |  |  |  |  |  |  |                      |
|             |                          |  |          | Ferdinand I. Habsburský  |  |  |  |  |  |  |  |                      |
|             |                          |  |          |                          |  |  |  |  |  |  |  |                      |
|             | Karel II. Štýrský        |  |          |                          |  |  |  |  |  |  |  |                      |
|             |                          |  |          |                          |  |  |  |  |  |  |  |                      |
|             |                          |  |          | Anna Jagellonská         |  |  |  |  |  |  |  |                      |
|             |                          |  |          |                          |  |  |  |  |  |  |  |                      |
|             | Markéta Habsburská       |  |          |                          |  |  |  |  |  |  |  |                      |
|             |                          |  |          |                          |  |  |  |  |  |  |  |                      |
|             |                          |  |          | Albrecht V. Bavorský     |  |  |  |  |  |  |  |                      |
|             |                          |  |          |                          |  |  |  |  |  |  |  |                      |
|             | Marie Anna Bavorská      |  |          |                          |  |  |  |  |  |  |  |                      |
|             |                          |  |          |                          |  |  |  |  |  |  |  |                      |
|             |                          |  |          | Anna Habsburská          |  |  |  |  |  |  |  |                      |
|             |                          |  |          |                          |  |  |  |  |  |  |  |                      |